# Kościół Ludwika w Saarbrücken
Kościół Ludwika (niem. Ludwigskirche) – barokowa świątynia luterańska znajdująca się w niemieckim mieście Saarbrücken, pośrodku Ludwigsplatzu.

## Historia
Budowę świątyni zlecił 21 października 1761 książę Nassau-Saarbrücken Wilhelm Henryk. Projekt sporządził Friedrich Joachim Stengel, 4 czerwca 1762 wmurowano kamień węgielny. Ukończenie gmachu planowano na rok 1765, lecz w chwili śmierci Wilhelma Henryka w 1768 wieża wciąż nie została wzniesiona, a za czasów jego następcy, księcia Ludwika, prace znacznie spowolniły z powodów finansowych. Uroczyste otwarcie kościoła miało miejsce 25 sierpnia 1775, w rocznicę śmierci króla Francji Ludwika IX Świętego, nadano mu imię urzędującego monarchy. Budynek był własnością dworu książęcego, dopiero 5 maja 1806, na mocy dekretu Napoleona I Bonapartego, przeszedł w ręce luterańskiej parafii. W latach 1885–1887 usunięto 26 ławek z wnętrza świątyni, zamurowano część owalnych okien w dolnej części elewacji oraz wykonano instalację grzewczą. W latach 1906–1911 kościół poddano renowacji pod okiem historyka sztuki Paula Clemena. W nocy z 5 na 6 października 1944 budynek został znacząco zniszczony wskutek bombardowania, wnętrze doszczętnie spłonęło. W 1947 roku uzyskano pozwolenie na odbudowę w kształcie sprzed II wojny światowej, 26 lipca 1947 miała miejsce uroczystość zawieszenia wiechy na nowym dachu, a w latach 1955–1957 wyremontowano fundamenty. 20 kwietnia 1975 wciąż nie w pełni zrekonstruowaną świątynię oddano do użytku. W 1982 ukończono budowę niektórych empor, ambony i prospektu organowego, a w latach 1985–1987 ponownie wybito owalne okna w dolnej części elewacji. Prace we wnętrzu świątyni trwały do 2009 roku, w tym samym roku widok kościoła umieszczono na okolicznościowej monecie euro z serii Niemieckie Kraje Związkowe. W latach 2016–2017 wyremontowano dach, konstrukcję dzwonnicy i organy oraz przearanżowano układ ławek we wnętrzu. W 2024 rozpoczęto remont fasady.

## Architektura i wyposażenie
Świątynia barokowa, wzniesiona na planie krzyża greckiego na osi Wilhelm-Heinrich-Straße. Reprezentuje porządek joński. Narożniki ryzalitów zdobią figury ewangelistów, a attykę – figury postaci staro- i nowotestamentowych. Wewnątrz świątyni znajdują się cztery empory. 49-głosowe organy wykonano w 1982 roku w warsztacie Rudolfa von Beckeratha, w 2017 poddano je renowacji. We wieży świątyni na stalowej konstrukcji zawieszono cztery dzwony o łącznej wadze 7250 kg.

## Galeria

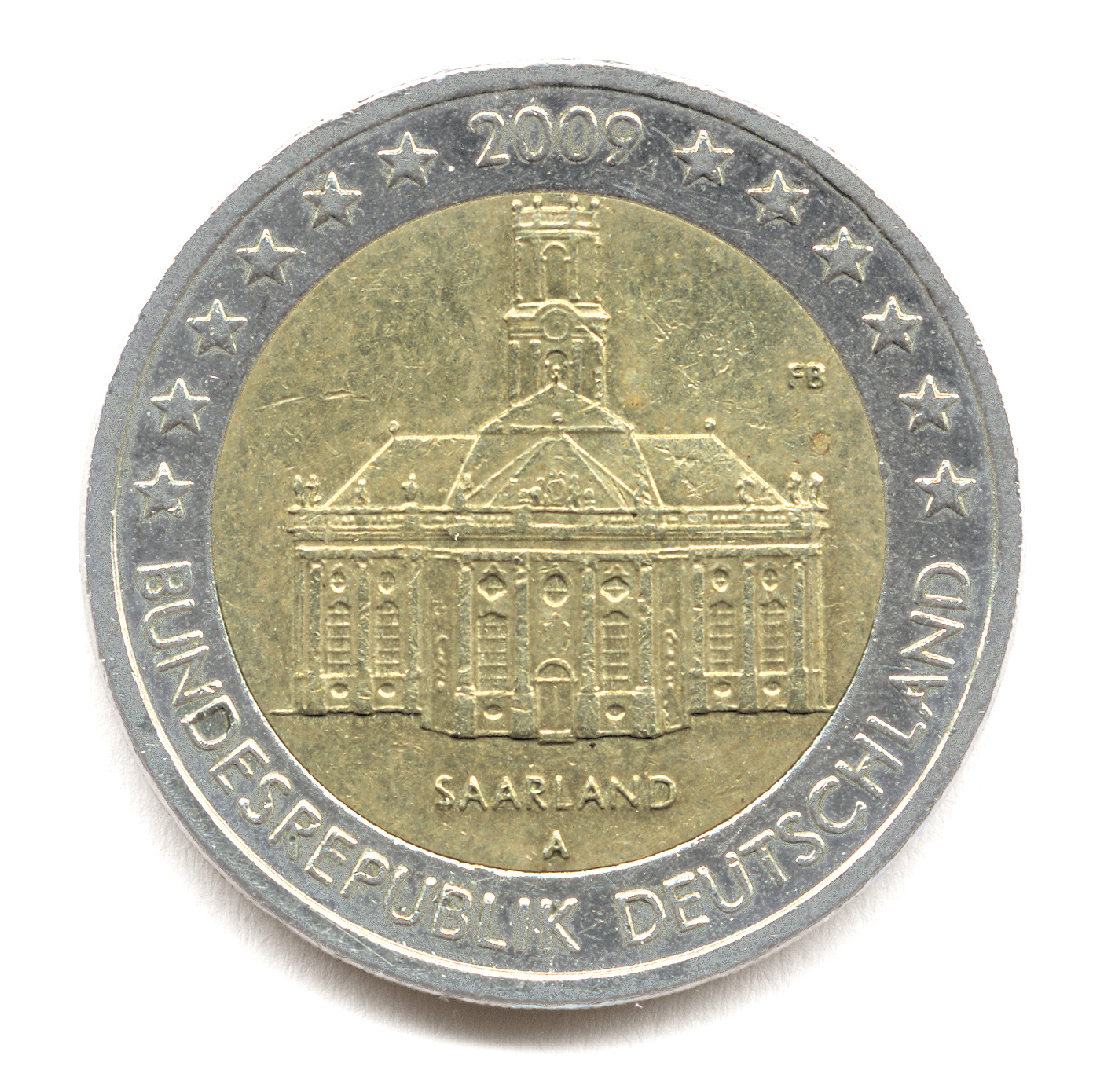
Kościół na monecie okolicznościowej
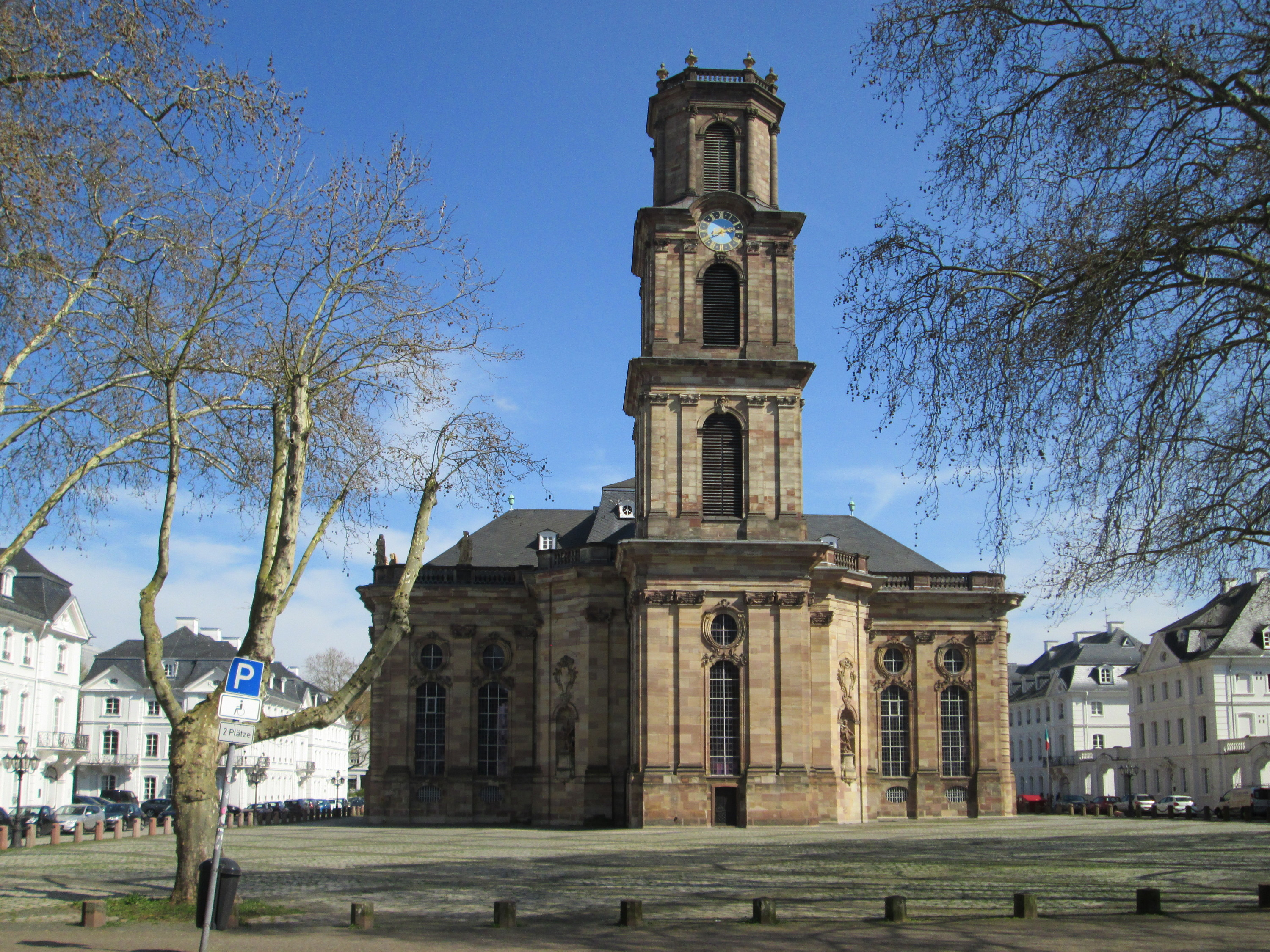
Widok z zachodu
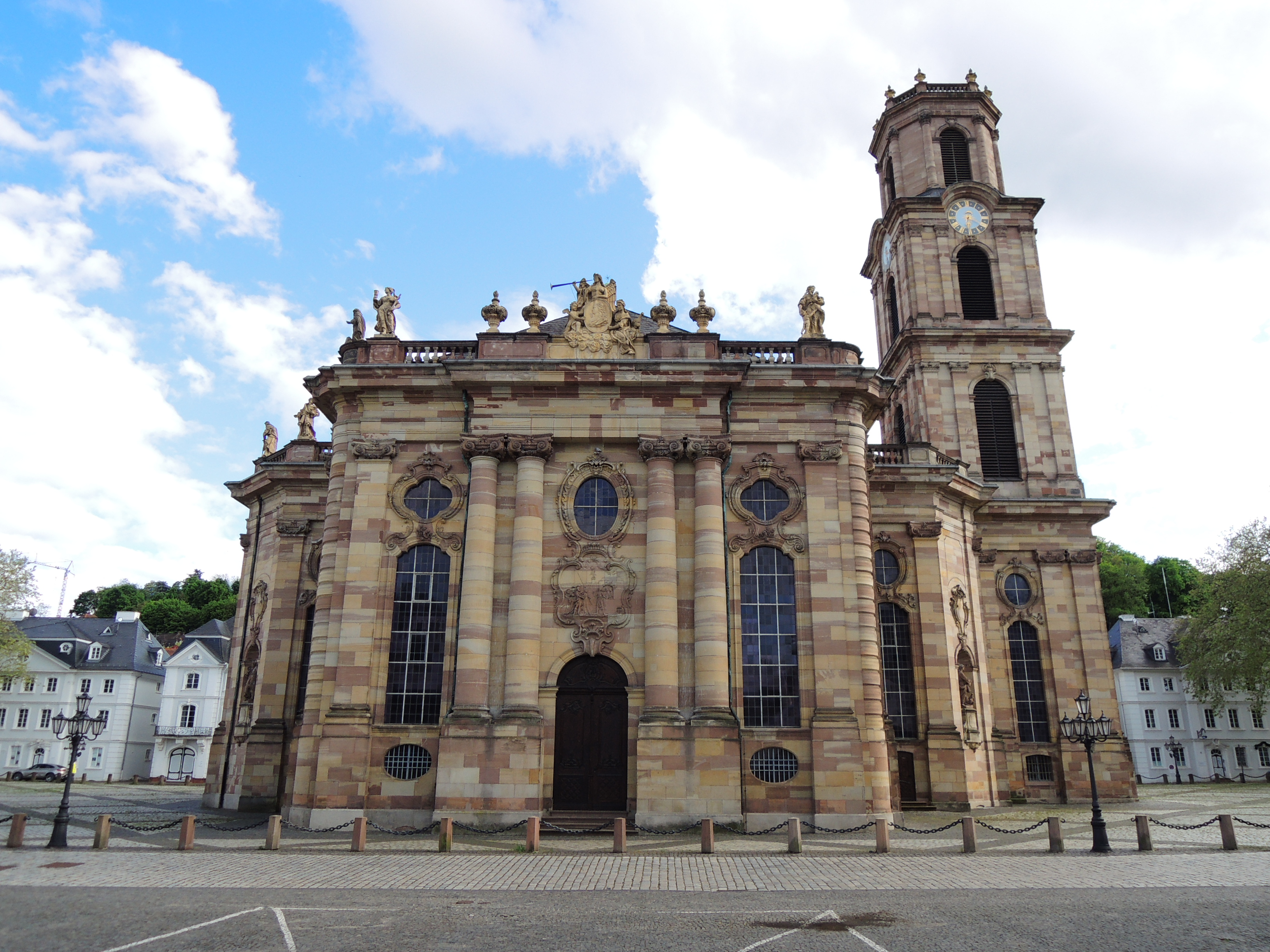
Widok z północy
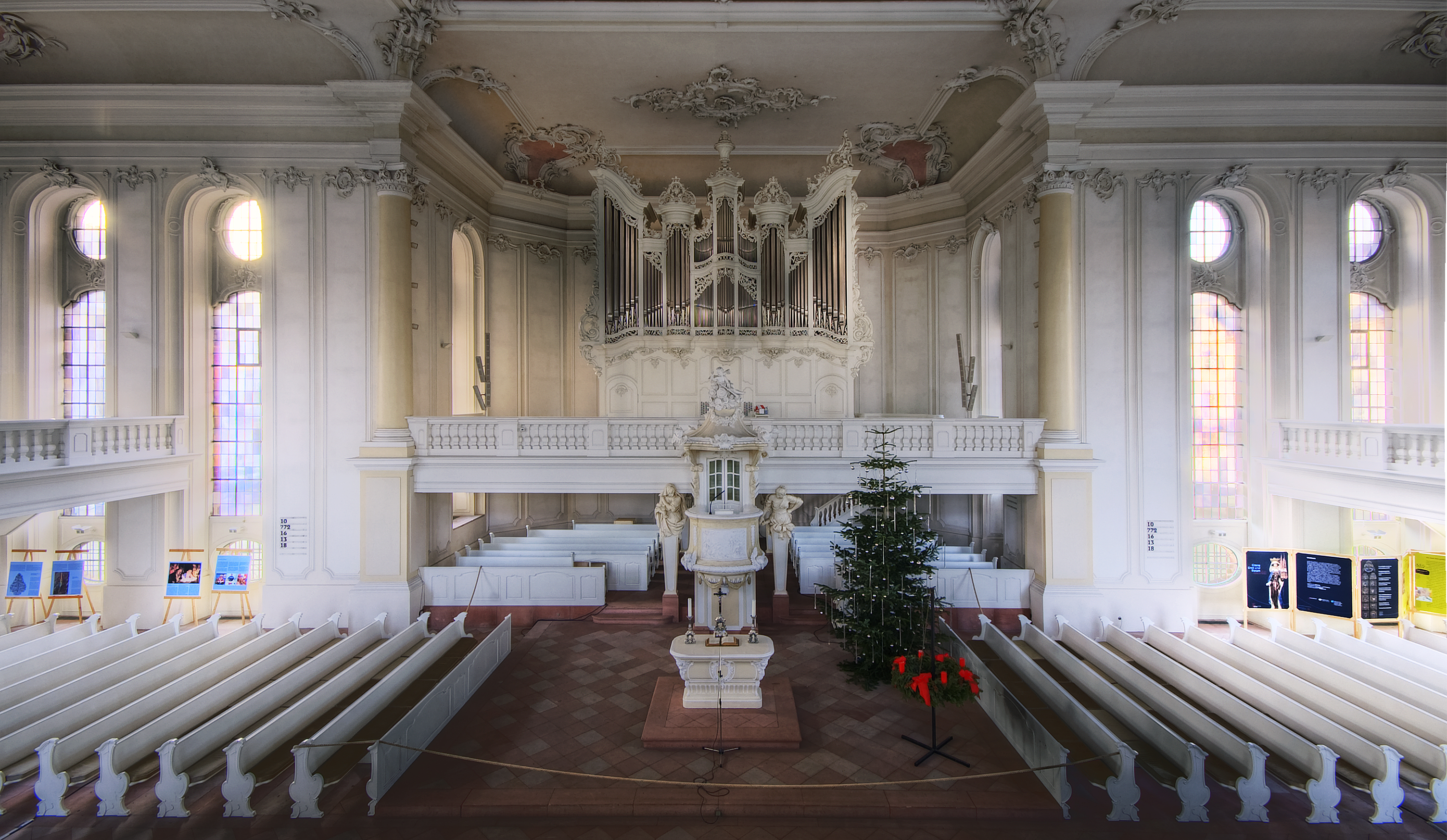
Wnętrze